# Mistrzostwa Europy w Lekkoatletyce 1969 – bieg na 800 m mężczyzn

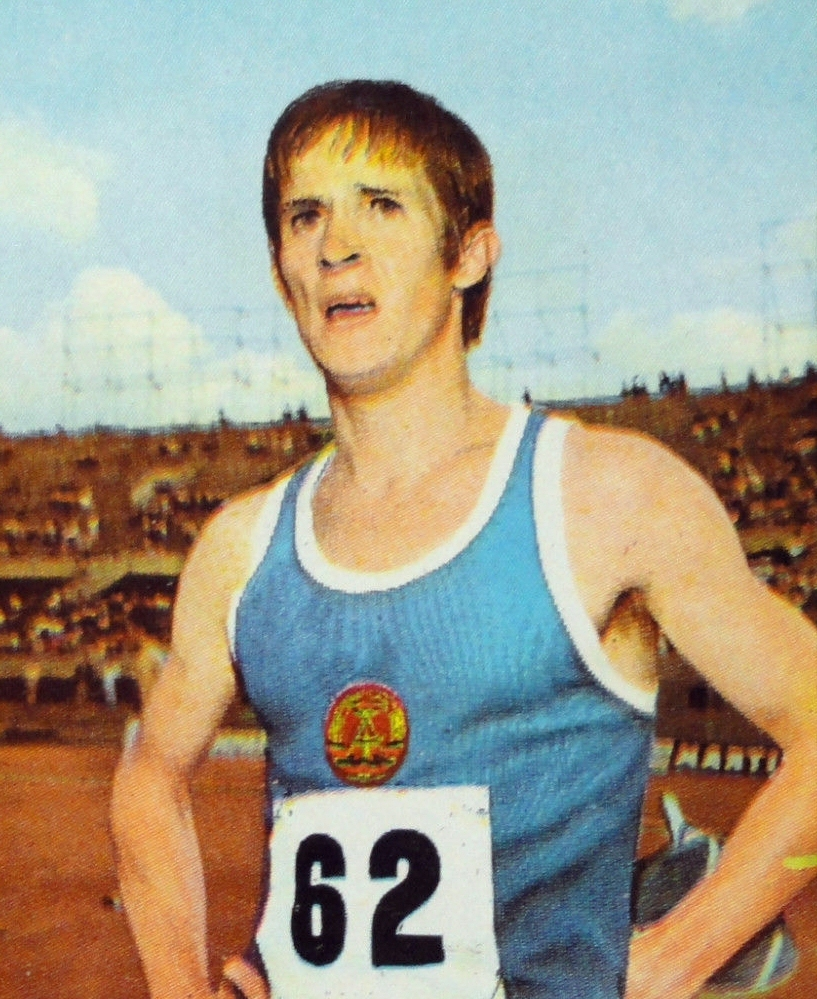
Dieter Fromm

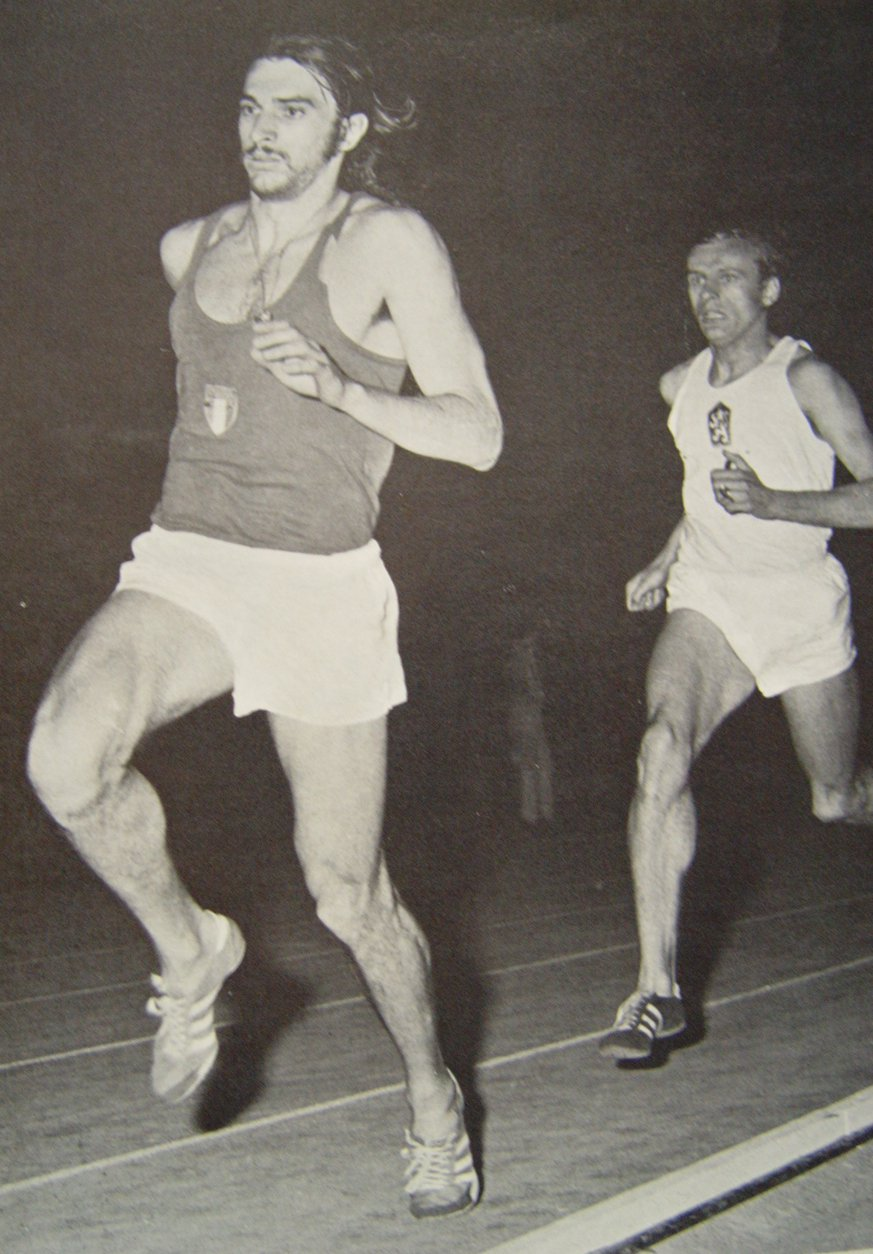
Jozef Plachý (z prawej) i Marcello Fiasconaro

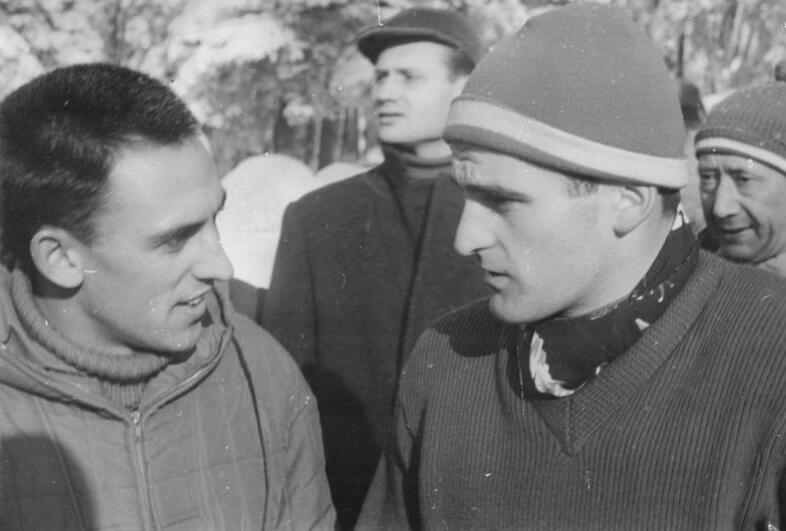
Manfred Matuschewski (z lewej)

Bieg na dystansie 800 metrów mężczyzn był jedną z konkurencji rozgrywanych podczas IX Mistrzostw Europy w Atenach. Biegi eliminacyjne zostały rozegrane 17 września, biegi półfinałowe 18 września, a bieg finałowy 19 września 1969 roku. Zwycięzcą tej konkurencji został reprezentant NRD Dieter Fromm. W rywalizacji wzięło udział dwudziestu jeden zawodników z trzynastu reprezentacji.

## Rekordy
| Rekord świata     | Peter Snell (NZL)          | 1:44,3 | Christchurch, Nowa Zelandia | 03.02.1962 |
| Rekord Europy     | Franz-Josef Kemper (FRG)   | 1:44,9 | Hanower, RFN                | 07.08.1966 |
| Rekord mistrzostw | Manfred Matuschewski (GDR) | 1:45,9 | Budapeszt, Węgry            | 04.09.1966 |

## Wyniki

### Eliminacje
Bieg 1
| Miejsce | Zawodnik             | Czas   | Uwagi |
| ------- | -------------------- | ------ | ----- |
| 1       | Erhard Schulze       | 1:48,7 | Q     |
| 2       | Bob Adams            | 1:49,2 | Q     |
| 3       | Jozef Plachý         | 1:49,8 | Q     |
| 4       | Stanisław Waśkiewicz | 1:50,4 | Q     |
| 5       | Jože Međimurec       | 1:50,5 | Q     |
| 6       | Złatko Wałczew       | 1:50,6 |       |

Bieg 2
| Miejsce | Zawodnik             | Czas   | Uwagi |
| ------- | -------------------- | ------ | ----- |
| 1       | Andrzej Kupczyk      | 1:50,5 | Q     |
| 2       | Dave Cropper         | 1:50,8 | Q     |
| 3       | Manfred Matuschewski | 1:50,9 | Q     |
| 4       | Jewhen Arżanow       | 1:51,0 | Q     |
| 5       | Tomáš Jungwirth      | 1:51,0 | Q     |
| 6       | Knut Brustad         | 1:51,1 |       |
| 7       | Rudi Simon           | 1:51,1 |       |
| 8       | Ali Erte             | 1:53,5 |       |

Bieg 3
| Miejsce | Zawodnik             | Czas   | Uwagi |
| ------- | -------------------- | ------ | ----- |
| 1       | Dieter Fromm         | 1:50,1 | Q     |
| 2       | Hansueli Mumenthaler | 1:50,1 | Q     |
| 3       | Noel Carroll         | 1:50,2 | Q     |
| 4       | Andy Carter          | 1:50,3 | Q     |
| 5       | Kazimierz Wardak     | 1:50,3 | Q     |
| 6       | Siergiej Kriuczok    | 1:50,3 | q     |
| 7       | Michel Medinger      | 1:50,8 |       |

### Półfinały
Półfinał 1
| Miejsce | Zawodnik             | Czas   | Uwagi |
| ------- | -------------------- | ------ | ----- |
| 1       | Jewhen Arżanow       | 1:49,2 | Q     |
| 2       | Erhard Schulze       | 1:49,4 | Q     |
| 3       | Manfred Matuschewski | 1:49,4 | Q     |
| 4       | Noel Carroll         | 1:49,5 | Q     |
| 5       | Andy Carter          | 1:49,6 |       |
| 6       | Jože Međimurec       | 1:49,6 |       |
| 7       | Stanisław Waśkiewicz | 1:49,6 |       |
| 8       | Tomáš Jungwirth      | 1:50,0 |       |

Półfinał 2
| Miejsce | Zawodnik             | Czas   | Uwagi |
| ------- | -------------------- | ------ | ----- |
| 1       | Jozef Plachý         | 1:48,9 | Q     |
| 2       | Dieter Fromm         | 1:49,0 | Q     |
| 3       | Hansueli Mumenthaler | 1:49,1 | Q     |
| 4       | Andrzej Kupczyk      | 1:49,2 | Q     |
| 5       | Dave Cropper         | 1:50,0 |       |
| 6       | Bob Adams            | 1:50,9 |       |
| 7       | Siergiej Kriuczok    | 1:53,3 |       |
| 8       | Kazimierz Wardak     | 1:57,1 |       |

### Finał
| Miejsce | Zawodnik             | Czas    | Uwagi |
| ------- | -------------------- | ------- | ----- |
| 1       | Dieter Fromm         | 1:45,98 | CR    |
| 2       | Jozef Plachý         | 1:46,23 |       |
| 3       | Manfred Matuschewski | 1:46,83 |       |
| 4       | Jewhen Arżanow       | 1:47,1  |       |
| 5       | Hansueli Mumenthaler | 1:47,2  |       |
| 6       | Andrzej Kupczyk      | 1:47,5  |       |
| 7       | Noel Carroll         | 1:49,1  |       |
| 8       | Erhard Schulze       | 1:55,4  |       |